# Cypress Hill (Album)
Cypress Hill (englisch für Zypressenhügel) ist das selbstbetitelte Debütalbum der US-amerikanischen Rap-Gruppe Cypress Hill. Es wurde am 13. August 1991 über die Labels Ruffhouse und Columbia Records veröffentlicht und in den USA für mehr als zwei Millionen verkaufte Einheiten mit Doppel-Platin ausgezeichnet.

## Covergestaltung
Das Albumcover ist in zwei Hälften geteilt. Auf der linken Seite befindet sich das Cypress-Hill-Logo in rot. Es besteht aus einem Totenkopf, welcher ein Cannabis-Blatt auf dem Kopf trägt und dem ein Speer quer durch die Nase verläuft. Über bzw. unter dem Totenschädel stehen die Schriftzüge Cypress und Hill. Ein weiterer Speer verläuft vertikal durch das Logo. Auf der rechten Seite ist eine schwarz-weiß Aufnahme der Bandmitglieder zu sehen, welche zwischen Müll und brennenden Tonnen stehen.

## Titelliste
| Professionelle Bewertungen | Professionelle Bewertungen |
| -------------------------- | -------------------------- |
| Kritiken                   |                            |
| Quelle                     | Bewertung                  |
| Rolling Stone              | [ 3 ]                      |
| allmusic                   | [ 4 ]                      |

| #  | Titel                            | Produzent | Länge |
| -- | -------------------------------- | --------- | ----- |
| 1  | Pigs                             | DJ Muggs  | 2:51  |
| 2  | How I Could Just Kill a Man      | DJ Muggs  | 4:09  |
| 3  | Hand on the Pump                 | DJ Muggs  | 4:04  |
| 4  | Hole in the Head                 | DJ Muggs  | 3:33  |
| 5  | Ultraviolet Dreams (Skit)        | DJ Muggs  | 0:42  |
| 6  | Light Another                    | DJ Muggs  | 3:17  |
| 7  | The Phuncky Feel One             | DJ Muggs  | 3:29  |
| 8  | Break It Up (Skit)               | DJ Muggs  | 1:07  |
| 9  | Real Estate                      | DJ Muggs  | 3:45  |
| 10 | Stoned Is the Way of the Walk    | DJ Muggs  | 2:46  |
| 11 | Psycobetabuckdown                | DJ Muggs  | 2:59  |
| 12 | Something for the Blunted (Skit) | DJ Muggs  | 1:15  |
| 13 | Latin Lingo                      | DJ Muggs  | 3:59  |
| 14 | The Funky Cypress Hill Shit      | DJ Muggs  | 4:02  |
| 15 | Tres Equis                       | DJ Muggs  | 1:55  |
| 16 | Born to Get Busy                 | DJ Muggs  | 3:01  |

## Kommerzieller Erfolg

### Chartplatzierungen und Singles
In den USA stieg das Album bis auf Platz 31 und konnte sich insgesamt 89 Wochen in den Charts halten. Die deutschen Charts erreichte Cypress Hill nicht.
Als Singles wurden The Phunky Feel One / How I Could Just Kill a Man, Latin Lingo und Hand on the Pump ausgekoppelt, welche sich alle nicht in den deutschen Top 100 platzieren konnten.

### Auszeichnungen für Musikverkäufe
| Land/Region                  | Auszeichnungen für Musikverkäufe (Land/Region, Auszeichnung, Verkäufe) | Verkäufe  |
| ---------------------------- | ---------------------------------------------------------------------- | --------- |
| Vereinigte Staaten (RIAA)    | 2× Platin                                                              | 2.000.000 |
| Vereinigtes Königreich (BPI) | Gold                                                                   | 100.000   |
| Insgesamt                    | 1× Gold · 2× Platin ·                                                  | 2.100.000 |